# Lista de campeãs do carnaval de Macapá
Lista de campeãs do carnaval de Macapá.
| Ano                                                                                               | Campeã                                | Ref.                |
| ------------------------------------------------------------------------------------------------- | ------------------------------------- | ------------------- |
| 1963                                                                                              | Boêmios do Laguinho                   | [ 1 ]               |
| 1964                                                                                              | Boêmios do Laguinho                   | [ 1 ]               |
| 1965                                                                                              | Boêmios do Laguinho                   | [ 1 ]               |
| 1966                                                                                              | Embaixada de Samba Cidade de Macapá   | [ 1 ]               |
| 1967                                                                                              | Embaixada de Samba Cidade de Macapá   | [ 1 ]               |
| Entre 1968 e 1972 não ocorreram desfiles oficiais.                                                |                                       |                     |
| 1973                                                                                              | Unidos do Amapá                       | [ 1 ]               |
| 1974                                                                                              | Boêmios do Laguinho                   | [ 1 ]               |
| 1975                                                                                              | Boêmios do Laguinho                   | [ 1 ]               |
| 1976                                                                                              | Maracatu da Favela                    | [ 1 ] [ 2 ]         |
| 1977                                                                                              | Boêmios do Laguinho                   | [ 1 ]               |
| 1978                                                                                              | Maracatu da Favela                    | [ 1 ] [ 2 ]         |
| 1979                                                                                              | Boêmios do Laguinho                   | [ 1 ]               |
| 1980                                                                                              | Boêmios do Laguinho                   | [ 1 ]               |
| Em 1981 não ocorreu desfile oficial.                                                              |                                       |                     |
| 1982                                                                                              | Boêmios do Laguinho                   | [ 1 ]               |
| 1983                                                                                              | Maracatu da Favela                    | [ 2 ]               |
| 1984                                                                                              | Boêmios do Laguinho                   | [ 1 ]               |
| 1985                                                                                              | Maracatu da Favela                    | [ 2 ]               |
| 1986                                                                                              | Boêmios do Laguinho                   | [ 1 ]               |
| 1987                                                                                              | Piratas da Batucada                   | [ 1 ]               |
| 1988                                                                                              | Piratas da Batucada                   | [ 1 ]               |
| 1989                                                                                              | Piratas da Batucada                   | [ 1 ]               |
| 1990                                                                                              | Piratas da Batucada                   | [ 1 ]               |
| 1991                                                                                              | Piratas da Batucada                   | [ 1 ]               |
| 1992                                                                                              | Boêmios do Laguinho                   | [ 1 ]               |
| 1993                                                                                              | Piratas da Batucada                   | [ 1 ]               |
| 1994                                                                                              | Boêmios do Laguinho                   | [ 1 ]               |
| 1995                                                                                              | Boêmios do Laguinho                   | [ 1 ]               |
| 1996                                                                                              | Piratas Estilizados                   | [ 1 ] [ 3 ]         |
| 1997                                                                                              | Piratas da Batucada                   | [ 1 ]               |
| 1998                                                                                              | Piratas da Batucada                   | [ 1 ]               |
| 1999                                                                                              | Maracatu da Favela                    | [ 1 ] [ 2 ]         |
| 2000                                                                                              | Piratas da Batucada                   | [ 1 ]               |
| 2001                                                                                              | Piratas da Batucada                   | [ 1 ]               |
| 2001                                                                                              | Boêmios do Laguinho                   | [ 1 ]               |
| 2002                                                                                              | Piratas da Batucada                   | [ 1 ]               |
| 2003                                                                                              | Maracatu da Favela                    | [ 1 ] [ 2 ]         |
| 2004                                                                                              | Piratas da Batucada                   | [ 1 ]               |
| Em 2005 não ocorreu desfile oficial.                                                              |                                       |                     |
| 2006                                                                                              | Piratas da Batucada                   | [ 1 ]               |
| 2007                                                                                              | Maracatu da Favela                    | [ 1 ] [ 2 ]         |
| 2008                                                                                              | Império do Povo                       | [ 1 ] [ 4 ]         |
| 2009                                                                                              | Piratas da Batucada                   | [ 1 ] [ 5 ]         |
| 2010                                                                                              | Boêmios do Laguinho                   | [ 1 ] [ 6 ] [ 7 ]   |
| Em 2011 devido a um impasse sobre verbas entre o Governo do Amapá e a LIESA, não ocorreu desfile. |                                       |                     |
| 2012                                                                                              | Maracatu da Favela                    | [ 1 ] [ 8 ] [ 9 ]   |
| 2013                                                                                              | Maracatu da Favela                    | [ 1 ] [ 10 ] [ 11 ] |
| 2014                                                                                              | Boêmios do Laguinho                   | [ 1 ] [ 12 ] [ 13 ] |
| 2015                                                                                              | Piratas da Batucada                   | [ 1 ]               |
| Desfile cancelado em 2016, 2017, 2018 e 2019.                                                     |                                       |                     |
| 2020                                                                                              | Piratas da Batucada                   | [ 15 ]              |
| Desfile cancelado em 2021 e 2022. Por conta da pandemia.                                          |                                       |                     |
| 2023                                                                                              | Piratas da Batucada                   |                     |
| 2024                                                                                              | Império do Povo e Piratas da Batucada |                     |
| 2025                                                                                              | Piratas Estilizados                   |                     |